# Insula Jésus

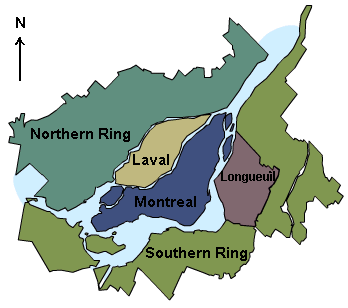
Orașul Laval acoperă toată insula Jesus

Insula Jésus (în limba franceză Île Jésus) este a doua insulă ca mărime din Arhipelagul Hochelaga în provincia Quebec, Canada și împreună cu Insulele Laval și alte insule mai mici formează orașul Laval.
Este separată de insula Montreal prin Rivière des Prairies.